# Sandvikens kommun
60°37′N 16°47′Ø / 60.617°N 16.783°Ø
Sandviken kommune ligger i länet Gävleborgs län i landskapet Gästrikland i Sverige. Kommunens administrationsby er byen Sandviken.
Kommunen ligger vest for Gävle, og Europavej E4 og jernbanelinjen Bergslagsbanan går gennem kommunen.

## Byer
Sandviken kommun havde i 2005 11 byer.
Indbyggere pr. 31. december 2005.
| #   | By           | Indbyggere |
| --- | ------------ | ---------- |
| 1.  | Sandviken    | 22.574     |
| 2.  | Storvik      | 2.251      |
| 3.  | Järbo        | 1.865      |
| 4.  | Årsunda      | 1.067      |
| 5.  | Kungsgården  | 998        |
| 6.  | Åshammar     | 760        |
| 7.  | Hammarby     | 550        |
| 7.  | Österfärnebo | 550        |
| 9.  | Jäderfors    | 298        |
| 10. | Backberg     | 242        |
| 11. | Västerberg   | 238        |

## Eksterne kilder og henvisninger
- Wikimedia Commons har flere filer relateret til Sandvikens kommun
- ”Kommunarealer den 1. januar 2012” (Excel). Statistiska centralbyrån.
- ”Folkmängd i riket, län och kommuner 30 juni 2012”. Statistiska centralbyrån.